# مالویه بیکمتوو
مالویه بیکمتوو (انگلیسی: Maloye Bikmetovo) یک شهرک در شهرستان تویمازینسکی استان باشقیرستان کشور روسیه است.